# ジン・キム
ジン・キム（Jin Kim、ハングル：김상진、キム・サンジン）は、1995年から2016年にかけてのウォルト・ディズニー・アニメーション・スタジオの作品に対する仕事で最もよく知られている、韓国のアニメーター、キャラクターデザイナー。
キムは赤緑色覚異常を持っている

## 作品
| 年          | 題名                                                             | 役職                                                            |
| ----------- | ---------------------------------------------------------------- | --------------------------------------------------------------- |
| 1986        | 赤ちゃん恐竜 ドゥーリー                                          | アニメーター                                                    |
| 1990 - 1991 | ザ・アドベンチャーズ・オブ・ドン・コヨーテ＆サンチョ・パンダ     | アニメーター、1990                                              |
| 1990 - 1991 | ミッドナイトパトロール: アドベンチャー・イン・ザ・ドリームゾーン | アニメーター - 13話                                             |
| 1990 - 1991 | タイニー・トゥーンズ                                             | アニメーター - 17話                                             |
| 1990 - 1991 | ダックにおまかせ ダークウィング・ダック                          | アニメーター - 6話                                              |
| 1992        | パパはグーフィー                                                 | アニメーター - 15話                                             |
| 1992        | プラッキー・ダック・ショー                                       | アニメーター - 2話                                              |
| 1993        | ザ・レジェンド・オブ・トレジャーアイランド                       | キーアニメーター - 3話                                          |
| 1993        | ボンカーズ                                                       | アニメーター - 4話                                              |
| 1993        | スピルー                                                         | ストーリーボードアーティスト - 1995                             |
| 1994        | アラジンの大冒険                                                 | アニメーター - 12話                                             |
| 1997        | ヘラクレス                                                       | アニメーター                                                    |
| 1999        | ターザン                                                         | アディショナルアニメーター                                      |
| 2000        | ファンタジア2000                                                 | アニメーター                                                    |
| 2000        | ラマになった王様                                                 | アニメーター                                                    |
| 2002        | トレジャー・プラネット                                           | アニメーター                                                    |
| 2004        | ホーム・オン・ザ・レンジ にぎやか農場を救え!                     | アニメーター                                                    |
| 2005        | チキン・リトル                                                   | アニメーター                                                    |
| 2007        | ルイスと未来泥棒                                                 | アニメーター                                                    |
| 2008        | グラゴのゲスト                                                   | キャラクターデザイナー                                          |
| 2008        | ボルト                                                           | キャラクターデザイナー                                          |
| 2009        | プリンセスと魔法のキス                                           | アニメーター                                                    |
| 2010        | 塔の上のラプンツェル                                             | キャラクターデザイナー                                          |
| 2012        | シュガー・ラッシュ                                               | キャラクターデザイナー                                          |
| 2013        | アナと雪の女王                                                   | ビジュアルデベロップメントアーティスト                          |
| 2014        | ベイマックス                                                     | キャラクターデザインスーパーバイザー                            |
| 2016        | ズートピア                                                       | キャラクターデザイナー / ビジュアルデベロップメントアーティスト |
| 2018        | シュガー・ラッシュ:オンライン                                    | キャラクターデザイナー                                          |
| 2018        | 白雪姫の赤い靴と7人のこびと                                      | エグゼクティブクリエイティブディレクター                        |
| 2019        | アナと雪の女王2                                                  | キャラクターデザイナー                                          |
| 2020        | フェイフェイと月の冒険                                           | キャラクターデザイナー                                          |
| 2021        | 竜とそばかすの姫                                                 | キャラクターデザイナー                                          |

## 賞とノミネート
| 年   | 賞             | 部門                           | 対象         | 結果       |
| ---- | -------------- | ------------------------------ | ------------ | ---------- |
| 2015 | 第42回アニー賞 | 長編作品キャラクターデザイン賞 | ベイマックス | ノミネート |